# Hr.Ms. Piet Hein (1981)
De Hr.Ms. Piet Hein (F811) is vernoemd naar Piet Pieterszoon Heyn en is het vijfde Nederlands S-fregat in de Kortenaerklasse.
De Piet Hein is gebouwd door de Koninklijke Maatschappij de Schelde, waar het schip het bouwnummer 354 kreeg. De kiel is op 28 april 1977 gelegd en het schip werd op 3 juni 1978 te water gelaten. De Piet Hein werd op 14 april 1981 in dienst gesteld. Het schip was toentertijd het negende schip in de Nederlandse marine met de naam Piet Hein.
Na de uitdienstname werd de Piet Hein in tegenstelling tot de meeste schepen van de Kortenaerklasse verkocht in 1998 aan de Verenigde Arabische Emiraten. Bij de Verenigde Arabische Emiraten deed het schip dienst als Al Emerat (F02). In 2005 is de Al Emerat ook daar uit de vaart genomen. Echter, de romp bleek in dermate goede staat te verkeren dat deze als basis diende voor het megajacht de Yas.